# Оболенский, Иродион Андреевич
Князь Иродион (Родион) Андреевич Оболенский (1820—1891) — камергер и статский советник из рода Оболенских. Переводчик Московского главного архива.

## Биография
Родился 1 января 1820 года в Москве в семье тайного советника князя Андрея Петровича Оболенского и его жены Софьи Павловны, урождённой княжны Гагариной.
Первоначальное образование князь Оболенский получил дома под руководством своей матери; затем, в 1836 году, в шестнадцатилетнем возрасте, поступил в число студентов Московского университета, но пробыл в университете всего один год.
В ноябре 1837 года князь И. А. Оболенский поступил на службу в канцелярию московского гражданского губернатора. Служба его в канцелярии губернатора была самой заурядной: через два года по поступлении туда он был произведен в первый классный чин, а спустя ещё четыре года в губернские секретари. В 1843 году, согласно своему желанию, он был прикомандирован к назначенному для ревизии Астраханской губернии сенатору князю Гагарину. К этому времени относится его знакомство с Иваном Сергеевичем Аксаковым который в своих письмах к родителям упоминает о князе Оболенском, как о человеке, хоть и не выдающегося ума, но чрезвычайно честном, добром, воспитанном, крайне невзыскательном и готовом на всякое доброе дело. Участие князя Оболенского в ревизионной комиссии выразилось в следующем: во-первых, он был помощником И. С. Аксакова по обревизованию Астраханского уездного суда, затем осматривал, во всех ли помещичьих имениях есть сельские магазины, и, наконец, принимал участие в морской экспедиции для исследования Эмбенских вод Каспийского рыболовства и прочих особенностей Каспийского моря. Вообще, во все время нахождения в командировке, он исполнял возложенные на него обязанности с особенным усердием.
Согласно собственному прошению, был назначен в 1845 году почетным смотрителем Верейского уездного училища, с оставлением на службе в канцелярии губернатора, а в следующем году за отлично-усердную службу произведен в коллежские секретари.
В 1848 году он был определён на вакансию члена конторы Московской детской больницы с оставлением в должности почетного смотрителя Верейского училища, но в следующем году был освобождён от последней должности. В июне 1850 года ему была изъявлена признательность московского военного генерал-губернатора за особенное усердие, оказанное им в 1848 году при раздаче пособий пострадавшим от эпидемии холеры и в том же году князь был произведен в титулярные советники.
В 1854 году он оставил службу в Министерстве внутренних дел Российской империи и был переведен первым переводчиком в Московский главный архив Министерства иностранных дел. Произведенный в коллежские асессоры, князь был пожалован в камер-юнкеры Высочайшего двора.
Произведенный постепенно в коллежские и статские советники, князь Оболенский был пожалован в 1862 году придворным званием камергера, а в 1865 году — придворным званием «в должности гофмейстера». В 1879 году он получил орден Святого Владимира 4-й степени за 35-летнюю службу, а в 1883 году был удостоен последней награды — знака отличия беспорочной службы за XL лет.
Князь Иродион Андреевич Оболенский умер 22 августа 1891 года в городе Санкт-Петербурге. Похоронен на Тихвинском кладбище Александро-Невской лавры.

## Личная жизнь

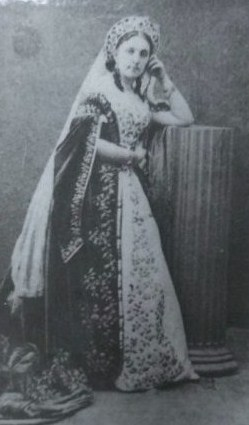
Княгиня Мария Оболенская в придворном платье

Жена (с 20 августа 1850 года) — княжна Мария Александровна Львова (03.09.1831—1909), фрейлина двора (02.04.1849), дочь гофмейстера князя А. Д. Львова. Родилась в Петербурге,  крещена 19 сентября 1831 года в Никольском Богоявленском морском соборе при восприемстве дяди князя В. А. Долгорукова и княгиня Е. А. Долгоруковой. По словам графа С. Д. Шереметева, княгиня Оболенская была своего рода знаменитость. «Она была  красавицей, хотя в ней не было никакой женской прелести. Какая-то римская матрона, но притом крайне ограниченная. И несмотря на эту ограниченность и холод, она окружена была поклонниками». «Сначала она блистала красотой в Москве, — воспоминал Б. Н. Чичерин, — но потом переехала за границу и долго там жила. Отличаясь красотой и изяществом, но не умом и не образованием, она в 1860-х годах занимала видное положение в парижском большом свете, сумев составить себе кружок из интеллектуальных людей, преимущественно из орлеанистов. Граф Дюшатель был усердным её поклонником, и когда она вернулась в Петербург, он постоянно посылал ей телеграммы обо всех политических новостях. Это положение она приобрела тем необыкновенным тактом, с которым умела привлечь к себе всех и каждого. Спокойная и ровная, окружённая поклонниками, но всегда на некотором отдалении, она не позволяла себе злословия, умея слушать людей и поддерживать разговор, не выступая резко со своими суждениями. Со старыми друзьями она всегда сохраняла дружеские отношения». По словам французского историка Фредерика Лолье, у ног княгини Оболенской находился сам император Вильгельм I. Муж же её, Иродион Андреевич, считался безупречным рыцарем, хотя она держала его в повиновении.
Согласно дневнику А. А. Половцева в конце 1890 года, ввиду болезни графини А. П. Строгановой, честолюбивая Оболенская мечтала о месте обер-гофмейстерины двора, но к своему большому прискорбию так и не была удостоена ни каким придворным званием. Скончалась 27 апреля 1909 года в Баден-Бадене, не оставив потомства. Известен её портрет, выполненный в 1860 году Ф. Винтерхальтером в Париже.